# Арвайлер (район)
Арвайлер (нем. Ahrweiler) — район в Германии. Центр района — город Бад-Нойенар-Арвайлер. Район входит в землю Рейнланд-Пфальц. Занимает площадь 786,95 км². Население — 129 887 чел. Плотность населения — 166 человек/км².
Официальный код района — 07 1 31.
Район подразделяется на 74 общины.
В июле 2021 года в результате наводнений в районе Арвайлер погибли более 120 человек.

## Города и общины
1. Бад-Нойенар-Арвайлер (27 457)
2. Графшафт (11 075)
3. Ремаген (17 015)
4. Зинциг (17 720)

Управление Аденау
1. Аденау (2 921)
2. Антвайлер (565)
3. Аремберг (251)
4. Барвайлер (484)
5. Баулер (46)
6. Данкерат (90)
7. Дорзель (204)
8. Дюмпельфельд (669)
9. Айхенбах (67)
10. Фуксхофен (100)
11. Харшайд (146)
12. Хершбройх (312)
13. Хоффельд (332)
14. Хонерат (210)
15. Хюммель (539)
16. Инзуль (461)
17. Кальтенборн (415)
18. Коттенборн (173)
19. Лаймбах (542)
20. Мойспат (157)
21. Мюлленбах (490)
22. Мюш (225)
23. Нюрбург (169)
24. Оленхард (160)
25. Помстер (188)
26. Квиддельбах (311)
27. Райффершайд (601)
28. Роддер (260)
29. Шульд (774)
30. Зеншайд (104)
31. Зиршайд (100)
32. Триршайд (60)
33. Версхофен (897)
34. Виземшайд (268)
35. Вимбах (440)
36. Виннерат (65)
37. Вирфт (145)

Управление Альтенар
1. Арбрюк (1 248)
2. Альтенар (1 659)
3. Берг (1 459)
4. Дернау (1 928)
5. Хеккенбах (254)
6. Хённинген (1 071)
7. Каленборн (688)
8. Кесселинг (643)
9. Кирксар (403)
10. Линд (602)
11. Майшос (991)
12. Рех (563)

Управление Бад-Брайзиг
1. Бад-Брайзиг (8 938)
2. Броль-Лютцинг (2 655)
3. Гённерсдорф (657)
4. Вальдорф (933)

Управление Брольталь
1. Бренк (192)
2. Бургброль (3 284)
3. Деденбах (411)
4. Галенберг (230)
5. Глес (602)
6. Хоэнлаймбах (361)
7. Кемпених (1 892)
8. Кёнигсфельд (620)
9. Нидердюренбах (1 025)
10. Нидерциссен (2 735)
11. Обердюренбах (621)
12. Оберциссен (1 092)
13. Шалькенбах (855)
14. Шпессарт (769)
15. Вассенах (1 139)
16. Вер (1 140)
17. Вайберн (1 587)